# 鈍額弱棘鯻
鈍額弱棘鯻（學名：Hephaestus obtusifrons）為鱸形目鱸亞目鯻科的其中一種，分布於亞洲新幾內亞島貝瓦尼山脈Pual河及Sermowai河上游淡水流域，本魚體粗壯，呈紡錘型，背鰭硬棘12枚；背鰭軟條10-11枚；臀鰭硬棘3枚；臀鰭軟條9-10枚，體長可達12.5公分，棲息在海拔200-400公尺、礫石底質，水流快速的山區溪流，屬肉食性，繁殖期時，成魚會保護卵並搧動魚鰭提供足夠的氧，生活習性不明。

## 擴展閱讀
維基物種上的相關：鈍額弱棘鯻